# Herr Rossi sucht das Glück
Herr Rossi sucht das Glück (Originaltitel: Il signor Rossi cerca la felicità) ist ein italienischer Animationsfilm aus dem Jahr 1976 von Bruno Bozzetto. Es ist der erste abendfüllende Film mit Herrn Rossi.

## Handlung
Dank der Fee Fata Sicura kann Herr Rossi zusammen mit Gastone, dem Hund seines Chefs, durch die Zeit reisen, von der Vorgeschichte bis zum Mittelalter, vom alten Rom bis in den wilden Westen, stets mit dem Ziel, das Glück zu finden.

## Erscheinungsdatum
In Italien wurde der Film im Jahr 1976 veröffentlicht, ebenso in Großbritannien, Frankreich und Deutschland. Die Veröffentlichung in Spanien folgte im Jahr 1983.
| Datum der internationalen Veröffentlichung | Datum der internationalen Veröffentlichung | Datum der internationalen Veröffentlichung |
| Land                                       | Film Titel                                 | Termine                                    |
| ------------------------------------------ | ------------------------------------------ | ------------------------------------------ |
| Italien                                    | Il Signor Rossi cerca la felicità          | 25. November 1976                          |
| Vereinigtes Königreich                     | Mr. Rossi Looks For Happiness              | 1976                                       |
| Frankreich                                 | Monsieur Rossi cherche le bonheur          | 1976                                       |
| Deutschland                                | Herr Rossi sucht das Glück                 | 4. März 1976                               |
| Spanien                                    | El señor Rossi busca la felicidad          | 1983                                       |

## Synchronisation
In der deutschen Fassung wird Herr Rossi gesprochen von Friedrich W. Bauschulte, der Hund Gastone wird gesprochen von Edgar Ott.